# Mrocza
Mrocza (germană Mrotschen) este un oraș în Polonia.